# Приозерний (Ленінградська область)
Приозерний (рос. Приозёрный) — селище у Лузькому районі Ленінградської області Російської Федерації.
Населення становить 788 осіб. Належить до муніципального утворення Ям-Тьосовське сільське поселення.

## Історія
Згідно із законом від 28 вересня 2004 року № 65-оз належить до муніципального утворення Ям-Тьосовське сільське поселення.

## Населення
| 1990 | 1997 | 2007 | 2010 | 2013 |
| ---- | ---- | ---- | ---- | ---- |
| 732  | ↗819 | ↗849 | ↘799 | ↘788 |